# 峨眉公主
峨眉公主（?—?），是中国五代十国前蜀开国皇帝高祖王建之女。
峨眉公主在前蜀后主王衍时，嫁给了劉嗣湮。劉嗣湮是刘知俊的儿子，劉知俊原来是后梁的将领，后来投奔前蜀，受到王建的厚待，但也被王建所忌恨，在王建临终前被杀死。王衍嗣位，以刘嗣禋尚峨眉长公主，拜驸马都尉。后唐同光末，前蜀灭亡，随例迁于洛阳，卒。